# やさしく歌って
「やさしく歌って」（原題： Killing Me Softly with His Song）は、ノーマン・ギンベル作詞、チャールズ・フォックス作曲の1971年のポピュラー・ソングである。オリジナルは、歌手ロリ・リーバーマンの歌唱によるものだった。

## 解説
71年に19歳と若かった女性歌手のロリ・リーバーマンはギンベルとフォックスを紹介され、彼らによる曲の提供とマネージメントをまかせる契約を結んだ。リーバーマンは、71年に、当時まだ無名だったドン・マクリーンが歌う"Empty Chairs"という曲をロサンゼルスのクラブで聴いて感銘を受け、"Killing Me Softly With His Blues"という詩を書いた 。これを元に作詞家のギンベルと作曲家のフォックスが曲に仕上げた。
1972年8月にリリースされたリーバーマンのオリジナルはヒットしなかった。しかし、飛行機の機内BGMとして採用されていたこの曲を、ロバータ・フラックが偶然聴いて気に入って歌い、彼女のバージョンが大ヒットとなった。リリース後4週間で全米1位、1973年2月24日から4週連続でビルボード誌第1位を達成し、さらに3月31日にはもう一度1位になった。ビルボード誌1973年年間ランキングは第8位。これにより、フラックはグラミー賞で最優秀レコード、最優秀楽曲、最優秀女性ボーカルの3部門を受賞した。
1996年にはヒップホップ・グループのフージーズが「Killing Me Softly」のタイトルでカバーしグラミー賞のR&Bパフォーマンス賞を受賞している。2002年の映画「アバウト・ア・ボーイ」では、重要な場面で 主演のヒュー・グラントをはじめ、ニコラス・ホルト、トニ・コレットが歌うシーンがある。
日本では1974年に南沙織（アルバム『ひとかけらの純情』『南沙織 ポップスを歌う』収録）と尾崎紀世彦（アルバム『尾崎紀世彦 アルバムNo.8』『尾崎紀世彦の世界』収録）、ペドロ&カプリシャス（アルバム『華麗なるニューポップスの世界』収録）、平山三紀、弘田三枝子、本田美奈子.（アルバム『心を込めて』収録）、ケイコ・リー他がカバーした。平井堅はロバータ・フラック本人とデュエットをしている（アルバム『Ken's Bar III』収録）。
BMI調べによる「20世紀にアメリカのテレビやラジオで最もオンエアされた100曲」の第11位にランクされた。

## 渡辺美里によるカバー
「やさしく歌って〜Killing me softly with his song〜」（やさしくうたって　キリング ミー ソフトリー ウィズ ヒズ ソング）は、2002年2月20日にEPIC・ソニー（現・エピックレコードジャパン）より発売された渡辺美里の40枚目のシングル。

### 解説
- 食品メーカー・ネスレ日本「ネスカフェ エクセラ」CMソングとして使用された。[8]

- カップリング曲「翼をください」は、1970年代前半に活躍した日本のフォーク・グループ赤い鳥が1971年に発表した楽曲のカバー。

### 収録曲
1. やさしく歌って〜Killing me softly with his song〜
作詞：Norman Gimbel　作曲：Charles Fox　編曲：井上ヨシマサ
2. 翼をください 　
作詞：山上路夫　作曲：村井邦彦　編曲：金子隆博

### 収録アルバム
- 『Cafe mocha 〜うたの木〜』 ※ やさしく歌って〜Killing me softly with his song〜 (#2)
- 『Cafe mocha 〜うたの木〜』 ※ 翼をください (#10)
- 『25th Anniversary Misato Watanabe Complete Single Collection〜Song is Beautiful〜』 ※ やさしく歌って〜Killing me softly with his song〜 (Disc.3 #13)

## カバー

### 各国語
| 国           | アーティスト                                                       | タイトル                        | タイトル翻訳                    | 作詞者         |
| ------------ | ------------------------------------------------------------------ | ------------------------------- | ------------------------------- | -------------- |
| スウェーデン | Lill Lindfors (1973) Lotta Engberg (1997)                          | "Sången han sjöng var min egen" | "The song he sang was my own"   |                |
| ノルウェイ   | Inger Lise Rypdal                                                  | "Sangen han sang var min egen"  | "The song he sang was my own"   |                |
| デンマーク   | Sanne Salomonsen                                                   | "Søgte mit indre"               | "Sought my innermost"           |                |
| デンマーク   | Shu-Bi-Dua                                                         | "Kylling med Soft Ice"          | "Chicken with softice" (parody) |                |
| デンマーク   | Clemens                                                            | "Flammende Oprør"               | "Flaming Rebellion"             |                |
| ドイツ       | カーチャ・エプシュタイン                                           | "Das Lied meines Lebens"        |                                 | Michael Kunze  |
| イタリア     | Marcella Bella (1973) Lara Saint Paul (1973) Ornella Vanoni (1973) | "Mi fa morire cantando"         | "He kills me singing"           |                |
| エストニア   | Els Himma (1974)                                                   | "Millest sa elad ja hingad"     | "Of what you live and breathe"  | Vally Ojavere  |
| ブラジル     | Joanna (1991)                                                      | "Morrendo de amor"              | "Dying of love"                 |                |
| メキシコ     | Pandora                                                            | "Mátame muy suavemente"         | "Kill me softly"                |                |
| チェコ       | Helena Vondráčková (1974)                                          | "Dvě malá křídla tu nejsou"     | "Two little wings are not here" | Zdeněk Borovec |
| フィンランド | Päivi Paunu (1973)                                                 | "Jokainen päivä on liikaa"      | "Every day is too much"         |                |

### 日本
| 発売日         | アーティスト                                | タイトル                                           | 収録                                                                | 備考                                 |
| -------------- | ------------------------------------------- | -------------------------------------------------- | ------------------------------------------------------------------- | ------------------------------------ |
| 1973年11月25日 | ペドロ&カプリシャス                         | やさしく歌って                                     | アルバム『華麗なるニューポップスの世界』                            |                                      |
| 1974年2月21日  | 南沙織                                      | やさしく歌って                                     | アルバム『ひとかけらの純情』                                        |                                      |
| 1974年4月1日   | 尾崎紀世彦                                  | やさしく歌って                                     | アルバム『尾崎紀世彦 アルバムNo.8』                                 |                                      |
| 1974年5月25日  | ヤング101（広美和子、太田裕美、木下とも子） | やさしく歌って                                     | アルバム『さよならステージ101』                                     |                                      |
| 1974年6月      | 大橋純子                                    | やさしく歌って                                     | アルバム『フィ−リング・ナウ』                                       |                                      |
| 1974年9月1日   | 平山三紀                                    | やさしく歌って                                     | アルバム『熟れた果実』                                              |                                      |
| 1974年10月1日  | 弘田三枝子                                  | Killing me softly with his song                    | アルバム『Yesterday Once More』                                     |                                      |
| 1975年2月21日  | 南沙織                                      | やさしく歌って                                     | アルバム『南沙織 ポップスを歌う』                                   |                                      |
| 1976年4月1日   | テレサ・テン                                | やさしく歌って                                     | アルバム『愛の世界』                                                |                                      |
| 2001年12月5日  | 松永安未                                    | Killing Me Softly With His Song                    | アルバム『GIZA studio R&B RESPECT Vol.1 〜six sisters selection〜』 |                                      |
| 2002年2月20日  | 渡辺美里                                    | やさしく歌って 〜Killing me softly with his song〜 | シングル                                                            |                                      |
| 2002年3月20日  | 渡辺美里                                    | やさしく歌って 〜Killing me softly with his song〜 | アルバム『Cafe mocha 〜うたの木〜』                                 |                                      |
| 2006年4月20日  | 本田美奈子                                  | やさしく歌って                                     | アルバム『心を込めて』                                              |                                      |
| 2007年4月25日  | 尾崎紀世彦                                  | やさしく歌って                                     | アルバム『尾崎紀世彦の世界』                                        |                                      |
| 2008年11月19日 | BRIGHT                                      | Killing me softly with his song                    | シングル『I'll Be There』のC/W                                      |                                      |
| 2011年7月20日  | ABC Project feat.巡音ルカ                   | やさしく歌って 〜Killing me softly with his song〜 | アルバム『World Music Covers』                                      |                                      |
| 2012年7月18日  | 露崎春女                                    | Killing me softly with his song                    | アルバム『Respect』                                                 |                                      |
| 2012年11月7日  | ケイコ・リー                                | Killing me softly with his song                    | アルバム『Keiko Lee sings super standards 2』                       |                                      |
| 2013年2月12日  | SHANTI                                      | Killing Me Softly                                  | アルバム『Cloud 9』                                                 |                                      |
| 2014年5月28日  | 平井堅                                      | やさしく歌って                                     | アルバム『Ken's Bar III』                                           | ロバータ・フラック本人とデュエット。 |